# Ministre de Comunicacions, Energia i Recursos Naturals d'Irlanda

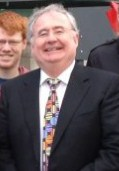
Pat Rabbitte

El Ministre de Comunicacions, Energia i Recursos Naturals (gaèlic irlandès An tAire Cumarsáide, Fuinnimh agus Achmhainní Nádúrtha) és el ministre principal del Departament de Comunicacions, Energia i Recursos Naturals en el Govern d'Irlanda.

## Descripció
El Departament compta amb responsabilitats en les àrees de:

### Comunicació
- Desenvolupament de les Comunicacions - foment de la prestació i desenvolupament de serveis de classe mundial d'alta qualitat i competitiu en els sectors de les comunicacions, electrònica i comerç mòbil.
- Negocis i tecnologia - se centra en les noves aplicacions de negocis i tecnologia i el desenvolupament de les polítiques, iniciatives i legislació apropiades.
- Assumptes Regulatoris - el desenvolupament de polítiques eficaces per a la regulació del sector de les comunicacions electròniques i la gestió de l'espectre de freqüències radioelèctriques.
- Serveis postals - el desenvolupament d'una política eficaç per al sector postal irlandès basada en els principis de mercat obert.
- És vist com un reemplaçament al vell Departament de Correus i Telègrafs.

### Recursos Naturals
- La Divisió d'Afers del Petroli té com a objectius:
  - Maximitzar els beneficis per a l'Estat de l'exploració i producció de recursos nacionals de gas i petroli;
  - Assegurar que les activitats es duen a terme de manera segura i amb el degut respecte al seu impacte en el medi ambient i altres usuaris de la terra i el mar.
- La Divisió d'Exploració i Mineria del Departament s'encarrega de:
  - Aplicar la Llei de Desenvolupament de Minerals per a l'exploració i explotació de minerals;
  - Foment de la identificació primerenca i desenvolupament responsable per als inversors privats dels dipòsits minerals de la Nació, de conformitat amb les millors pràctiques internacionals;
  - Augmentar l'atractiu d'Irlanda per a la inversió de minerals nacional i internacional.
- El Servei Geològic d'Irlanda és:
  - Agència Nacional Irlandesa de Ciències de la Terra responsable de la prestació d'assessorament i informació geològica.

### Energia
- Desenvolupar una indústria de subministrament d'energia competitiva
- Garantir la seguretat i fiabilitat del subministrament d'energia
- Desenvolupar la conservació d'energia i l'eficiència de l'ús final

### Radiodifusió
La Divisió de Radiodifusió té com a objectius:
- Desenvolupar una política i un marc legislatiu per a facilitar la prestació de serveis de radiodifusió de qualitat a Irlanda.
- Optimitzar les oportunitats que ofereixen les noves tecnologies per a la prestació de nous serveis de difusió basades a Irlanda.

### Marina
El Departament compta amb una àmplia gamma de papers i funcions en les àrees de:
- Seguretat pública
- Protecció del medi ambient
- Zona costanera

Des de gener de 2006 diverses àrees, incloent la Guàrdia Costanera irlandesa, l'Oficina Inspecció Marítima i la Divisió de Seguretat Marítima, van ser traslladats al Departament de Transports.

## Llista dels titulars de càrrecs
| Director de Pesca 1919–1921                                           |                          |                        |                        |        |                     |
| Núm.                                                                  | Nom                      | Nomenament             | Destitució             | Partit | Partit              |
| 1.                                                                    | Seán Etchingham          | 2 d'abril de 1919      | 26 d'agost de 1921     |        | Sinn Féin           |
| Secretari de Pesca 1921–1922                                          |                          |                        |                        |        |                     |
| Núm.                                                                  | Nom                      | Nomenament             | Destitució             | Partit | Partit              |
|                                                                       | Seán Etchingham          | 26 d'agost de 1921     | 9 de gener de 1922     |        | Sinn Féin           |
| Ministre de Pesca 1922–1930                                           |                          |                        |                        |        |                     |
| Núm.                                                                  | Nom                      | Nomenament             | Destitució             | Partit | Partit              |
| 2.                                                                    | Fionán Lynch             | 14 de desembre de 1922 | 3 d'abril de 1930      |        | Cumann na nGaedheal |
| Ministre de Terres i Pesca 1930–1937                                  |                          |                        |                        |        |                     |
| Núm.                                                                  | Nom                      | Nomenament             | Destitució             | Partit | Partit              |
|                                                                       | Fionán Lynch             | 3 d'abril de 1930      | 9 de març de 1932      |        | Cumann na nGaedheal |
| 3.                                                                    | P. J. Ruttledge          | 9 de març de 1932      | 8 de febrer de 1933    |        | Fianna Fáil         |
| 4.                                                                    | Joseph Connolly          | 8 de febrer de 1933    | 29 de maig de 1936     |        | Fianna Fáil         |
| 5.                                                                    | Frank Aiken              | 3 de juny de 1936      | 11 de novembre de 1936 |        | Fianna Fáil         |
| 6.                                                                    | Gerald Boland            | 11 de novembre de 1936 | 21 de juliol de 1937   |        | Fianna Fáil         |
| Ministre de Terres 1937–1977                                          |                          |                        |                        |        |                     |
| Núm.                                                                  | Nom                      | Nomenament             | Destitució             | Partit | Partit              |
|                                                                       | Gerald Boland            | 21 de juliol de 1937   | 8 de setembre de 1939  |        | Fianna Fáil         |
| 7.                                                                    | Thomas Derrig (1r cop)   | 8 de setembre de 1939  | 2 de juliol de 1943    |        | Fianna Fáil         |
| 8.                                                                    | Seán Moylan              | 2 de juliol de 1943    | 18 de febrer de 1948   |        | Fianna Fáil         |
| 9.                                                                    | Joseph Blowick (1r cop)  | 18 de febrer de 1948   | 7 de març de 1951      |        | Clann na Talmhan    |
|                                                                       | Thomas Derrig (2n cop)   | 13 de juny de 1951     | 2 de juny de 1954      |        | Fianna Fáil         |
|                                                                       | Joseph Blowick (2n cop)  | 2 de juny de 1954      | 20 de març de 1957     |        | Clann na Talmhan    |
| 10.                                                                   | Erskine H. Childers      | 20 de març de 1957     | 23 de juliol de 1959   |        | Fianna Fáil         |
| 11.                                                                   | Micheál Ó Móráin         | 23 de juliol de 1959   | 26 de març de 1968     |        | Fianna Fáil         |
| 12.                                                                   | Pádraig Faulkner         | 26 de març de 1968     | 2 de juliol de 1969    |        | Fianna Fáil         |
| 13.                                                                   | Seán Flanagan            | 2 de juliol de 1969    | 14 de març de 1973     |        | Fianna Fáil         |
| 14.                                                                   | Tom Fitzpatrick (1r cop) | 14 de març de 1973     | 2 de desembre de 1976  |        | Fine Gael           |
| 15.                                                                   | Paddy Donegan            | 2 de desembre de 1976  | 9 de febrer de 1977    |        | Fine Gael           |
| Ministre de Pesca 1977–1978                                           |                          |                        |                        |        |                     |
| Núm.                                                                  | Nom                      | Nomenament             | Destitució             | Partit | Partit              |
|                                                                       | Paddy Donegan            | 9 de febrer de 1977    | 5 de juliol de 1977    |        | Fine Gael           |
| 16.                                                                   | Brian Lenihan            | 5 de juliol de 1977    | 15 de juliol de 1978   |        | Fianna Fáil         |
| Ministre de Pesca i Boscos 1978–1986                                  |                          |                        |                        |        |                     |
| Núm.                                                                  | Nom                      | Nomenament             | Destitució             | Partit | Partit              |
|                                                                       | Brian Lenihan            | 15 de juliol de 1978   | 11 de desembre de 1979 |        | Fianna Fáil         |
| 17.                                                                   | Paddy Power              | 12 de desembre de 1979 | 30 de juny de 1981     |        | Fianna Fáil         |
|                                                                       | Tom Fitzpatrick (2n cop) | 30 de juny de 1981     | 9 de març de 1982      |        | Fine Gael           |
| 18.                                                                   | Brendan Daly (1r cop)    | 9 de març de 1982      | 14 de desembre de 1982 |        | Fianna Fáil         |
| 19.                                                                   | Paddy O'Toole (1r cop)   | 14 de desembre de 1982 | 14 de febrer de 1986   |        | Fine Gael           |
| 20.                                                                   | Liam Kavanagh            | 14 de febrer de 1986   | 19 de febrer de 1986   |        | Labour Party        |
| Ministre de Turisme, Pesca i Boscos 1986–1987                         |                          |                        |                        |        |                     |
| Núm.                                                                  | Nom                      | Nomenament             | Destitució             | Partit | Partit              |
|                                                                       | Liam Kavanagh            | 19 de febrer de 1986   | 20 de gener de 1987    |        | Labour Party        |
|                                                                       | Paddy O'Toole (2n cop)   | 20 de gener de 1987    | 10 de març de 1987     |        | Fine Gael           |
|                                                                       | Brendan Daly (2n cop)    | 10 de març de 1987     | 20 de març de 1987     |        | Fianna Fáil         |
| Ministre de Medi Marítim 1987–1997                                    |                          |                        |                        |        |                     |
| Núm.                                                                  | Nom                      | Nomenament             | Destitució             | Partit | Partit              |
|                                                                       | Brendan Daly (2n cop)    | 20 de març de 1987     | 12 de juliol de 1989   |        | Fianna Fáil         |
| 21.                                                                   | John Wilson              | 12 de juliol de 1989   | 11 de febrer de 1992   |        | Fianna Fáil         |
| 22.                                                                   | Michael Woods (1r cop)   | 11 de febrer de 1992   | 12 de gener de 1993    |        | Fianna Fáil         |
| 23.                                                                   | David Andrews            | 12 de gener de 1993    | 15 de desembre de 1994 |        | Fianna Fáil         |
| 24.                                                                   | Hugh Coveney             | 15 de desembre de 1994 | 23 de maig de 1995     |        | Fine Gael           |
| 25.                                                                   | Seán Barrett             | 23 de maig de 1995     | 26 de juny de 1997     |        | Fine Gael           |
|                                                                       | Michael Woods (2n cop)   | 26 de juny de 1997     | 12 de juliol de 1997   |        | Fianna Fáil         |
| Ministre de Medi Marítim i Recursos Naturals 1997–2002                |                          |                        |                        |        |                     |
| Núm.                                                                  | Nom                      | Nomenament             | Destitució             | Partit | Partit              |
|                                                                       | Michael Woods (2n cop)   | 12 de juliol de 1997   | 27 de gener de 2000    |        | Fianna Fáil         |
| 26.                                                                   | Frank Fahey              | 27 de gener de 2000    | 6 de juny de 2002      |        | Fianna Fáil         |
| Ministre de Comunicaxions, Medi Marítim i Recursos Naturals 2002–2007 |                          |                        |                        |        |                     |
| Núm.                                                                  | Nom                      | Nomenament             | Destitució             | Partit | Partit              |
| 27.                                                                   | Dermot Ahern             | 6 de juny de 2002      | 29 de setembre de 2004 |        | Fianna Fáil         |
| 28.                                                                   | Noel Dempsey             | 29 de setembre de 2004 | 14 de juny de 2007     |        | Fianna Fáil         |
| Ministre de Comunicacions, Energia i Recursos Naturals 2007–present   |                          |                        |                        |        |                     |
| Núm.                                                                  | Nom                      | Nomenament             | Destitució             | Partit | Partit              |
| 29.                                                                   | Eamon Ryan               | 14 de juny de 2007     | 23 de gener de 2011    |        | Comhaontas Glas     |
| 30.                                                                   | Pat Carey                | 23 de gener de 2011    | 9 de març de 2011      |        | Fianna Fáil         |
| 31.                                                                   | Pat Rabbitte             | 9 de març de 2011      | Incumbent              |        | Labour Party        |